# كريستوف مانجن
كريستوف مانجن (بالفرنسية: Christophe Mengin)‏ مواليد 3 سبتمبر 1968 في فرنسا، هو دراج فرنسي سابق.

## سجل النتائج

### سباقات أو مراحل فاز بها
- طواف فرنسا

### المراكز
- سباق طواف فرنسا 2000 المركز 95
- سباق طواف فرنسا 2001 المركز 102
- سباق طواف فرنسا 2003 المركز 110

## وصلات خارجية
- الموقع الرسمي

## روابط خارجية
- كريستوف مانجن على موقع الاتحاد الدولي للدراجات (الإنجليزية)
- كريستوف مانجن على موقع أرشيف الدراجات (الإنجليزية)
- كريستوف مانجن على موقع إحصائيات الدراجات الإحترافية (الإنجليزية)
- كريستوف مانجن على موقع نسبة الدراجات (الإنجليزية)
- كريستوف مانجن على موقع CycleBase (الإنجليزية)